# Bonnie Wright
Bonnie Francesca Wright, född 17 februari 1991 i London, är en brittisk skådespelare och fotomodell. Hon är mest känd för att ha spelat Ginny Weasley i filmerna om Harry Potter. Hon har även varit med i tv-serien Stranded där hon spelade Sarah Robinson (från 2002) och Agatha Christie: A Life in Pictures där hon spelade Agatha Christie som ung (från 2004). Hennes föräldrar heter Gary Wright och Sheila Teague, och äger en egen smyckesaffär i London, Wright & Teague. Hon har även en äldre bror, Lewis.
Wright gick på King Alfred School, en privatskola i London. Där gick hon tillsammans med bland annat Annie Lennox dotter Lola, och Gillian Maguire, som har spelat in en film tillsammans med Bonnies medspelare i Harry Potter-filmerna, Rupert Grint.
Hon gjorde sin första roll i Harry Potter och de vises sten (2001) där hon bara hade en liten replik. 2002 spelade hon både Sarah Robinson i "Stranded" och fick en större roll i Harry Potter och Hemligheternas kammare, då hennes rollfigur Ginny Weasley blir kidnappad av Tom Dolder. Under 2004 spelade hon in Agatha Christie: A Life in Pictures och hade åter en liten roll i Harry Potter och fången från Azkaban. I Harry Potter och den flammande bägaren fick hennes rollfigur Ginny Weasley en större roll och i Harry Potter och Fenixorden från 2007 hade hon mer repliker och plats på duken än vad hon haft innan. Hon har även gästspelat i en episod av The Replacements där hon gjorde rösten åt spionen Vanessa. Under 2007 medverkade hon i  Harry Potter och halvblodsprinsen, där hennes roll blev mer omfattande i och med att Ginny Weasley blir Harrys flickvän i den sjätte filmen, och hon gjorde en kysscen med sin medspelare, Daniel Radcliffe.
Wright är inte bara intresserad av att vara skådespelare och spela in filmer utan också av arbetet som ligger bakom en film. Hon har sagt att hon alltid velat gå på konstskola, och att hon gillar både fotografi och konst. I framtiden ser hon gärna ett liv inom konsten, men vill heller inte ge upp skådespeleriet.

## Filmografi i urval
| År   | Mediaformat | Titel                                   | Roll                |
| ---- | ----------- | --------------------------------------- | ------------------- |
| 2011 | Film        | Harry Potter och dödsrelikerna – Del 2  | Ginny Weasley       |
| 2010 | Film        | Harry Potter och dödsrelikerna – Del 1  | Ginny Weasley       |
| 2009 | Dataspel    | Harry Potter och Halvblodsprinsen       | Ginny Weasley       |
| 2009 | Film        | Harry Potter och Halvblodsprinsen       | Ginny Weasley       |
| 2007 | Dataspel    | Harry Potter och Fenixorden             | Ginny Weasley       |
| 2007 | Film        | Harry Potter och Fenixorden             | Ginny Weasley       |
| 2007 | TV          | Ersättarna                              | Vanessa             |
| 2005 | Film        | Harry Potter och den flammande bägaren  | Ginny Weasley       |
| 2004 | Film        | Harry Potter och fången från Azkaban    | Ginny Weasley       |
| 2004 | TV          | Agatha Christie: A Life in Pictures     | Ung Agatha Christie |
| 2002 | Film        | Harry Potter och Hemligheternas kammare | Ginny Weasley       |
| 2002 | TV          | Stranded                                | Ung Sarah Robinson  |
| 2001 | Film        | Harry Potter och de vises sten          | Ginny Weasley       |